# Чистоклетов, Василий Геннадьевич
Василий Геннадьевич Чистоклетов (род. 23 сентября 1976, Рыбинск, Ярославская область) — российский хоккеист, нападающий.

## Биография
Хоккеем начал заниматься в первом классе. Первый тренер в ДЮСШ «Сатурн» — Александр Миколенко. Начинал играть в рыбинском «Кабельщике» (1992/1993 — 1993/94). Пять лет провёл в «Кристалле» Электросталь. Сезоны 1999/2000 — 2000/01 отыграл в нижегородском «Торпедо». В 2001 году перешёл в Северсталь. В сезоне 2002/03 играл в аренде в «Нефтехимике», но проведя за «Северсталь» четыре матча, получил серебряные медали чемпионата России.
В дальнейшем выступал за «Торпедо» НН (2003/04), «Нефтехимик» (2004/05 — 2005/06), «Сибирь» (2006/07 — 2008/09), ХК МВД (2009), «Кристалл» Электросталь (2009/10 — 2010/11), «Атлант» (1 матч в КХЛ 26 января 2010), «Молот-Прикамье» (2010/11 — 2011/12), «Октан» (2010), «Буран» Воронеж (2012/13).